# مولتسوو
مولتسوو (به آلمانی: Moltzow) یک شهر در آلمان است که در مکلنبورگیشه زنپلاته واقع شده‌است. مولتسوو ۸۵۴ نفر جمعیت دارد.